# Papa Silveri
Silveri (Frosinone ? - illa de Ponça 537) fou escollit papa l'1 de juny de 536.

## Biografia
Era fill del Papa Hormisdes I, nascut a Frosinone, Laci, un temps abans que el seu pare entrés al sacerdoci. Silverius va ser probablement consagrat el 8 de juny de 536. Va ser un subdiaca quan el rei Teodahad dels ostrogots va forçar la seva elecció i consagració. L'historiador Jeffrey Richards interpreta el seu baix rang abans de convertir-se en papa com una indicació que Theodahad estava ansiós per posar un candidat progòtic al tron la vigília de la Guerra del Gòtic i "havia passat per tot el diaconat com a poc fiable". El Liber Pontificalis al·lega que Silverius havia comprat la seva elevació al rei Theodahad.
El 9 de desembre de 536, el general romà d'Orient Belisari va entrar a Roma amb l'aprovació del papa Silveri. El successor de Theodahad, Vitigès, va reunir un exèrcit i va assetjar Roma durant diversos mesos, sotmetent la ciutat a la privació i la fam. En paraules de Richards, "El que va seguir és una xarxa de traïció i doble traïció tan enredada com es pot trobar a qualsevol part dels anals papals. Existeixen diverses versions diferents del curs dels esdeveniments després de l'elevació de Silverius". Esquema, tots els relats coincideixen: Silveri va ser deposat per Belisari el març de 537 i enviat a l'exili després de ser jutjat per l'esposa de Belisari, Antonina, que el va acusar de conspirar amb els gots. Belisari no només va exiliar a Silveri, sinó que també va desterrar un nombre de senadors distingits, Flavi Màxim, descendent d'un emperador anterior, entre ells. Vigili, que es trobava a Constantinoble com apocrisiarius o llegat papal, va ser portat a Roma per substituir Silveri com a pontífex.
Va ser destronat i exiliat a l'illa de Ponça l'11 de novembre de 537 per ordre de Justinià I, després de la conquesta de Roma per Belisari. Va morir de gana pocs dies després, màrtir.
La seva festivitat se celebra el 20 de juny.